# Chilibroste
Chilibroste es una localidad situada en el departamento Unión, provincia de Córdoba, Argentina. Se encuentra situada a 220 km de la Ciudad de Córdoba, sobre la ruta provincial 2 y a igual distancia de la ciudad de Rosario, provincia de Santa Fe.
La localidad no tiene una fecha exacta de fundación, ya que a fines del siglo XIX, el italiano Pedro Tiscornia, que tenía tierras en este lugar logra la aprobación de los planos por el año 1883 otorgándole el nombre de "Colonia Santa Cecilia". Entre los años '19 y '20 cambia a Chilibroste, apellido de un hombre que en esa época era propietario de las tierras aledañas.
En el año 1911 llegaron los tendidos de las líneas férreas correspondiente al Ramal Las Rosas-Villa María inaugurándose la estación ferroviaria en el año 1912 con el paso del primer tren de pasajeros y se toma esa fecha como origen del pueblo.
La principal actividad económica de la localidad es la agricultura seguida por la ganadería, siendo el principal cultivo la soja, con rotaciones de cultivo de Maíz, trigo, sorgo y en algunos casos cebada.
Existen en la localidad establecimientos agrícolas (tambos, criaderos, etc.), un puesto policial, establecimientos educativos correspondientes a los tres niveles de escolaridad obligatoria (inicial, primario y secundario con orientación en Agro y Ambiente), un Centro Cultural denominado "Estación de Cultura" el cual ofrece diversos talleres y actividades para la comunidad, una municipalidad, un Centro de Jubilados, una asistencia pública, un Club con sede social y predio deportivo denominado "Santa Cecilia" el cual brinda a los niños, jóvenes y adultos de la localidad variadas actividades deportivas y artísticas, como fútbol, vóley, bochas, ritmo y patín, una Agrupación Gaucha, Consorcio Caminero, Templos e Iglesias, Ballet de danza folclórica "Alfonsina Storni" y una cooperativa eléctrica que ofrece a sus socios los servicios de agua potable, televisión por cable, HD, Internet por banda ancha y electricidad, el grupo LALCEC que trabaja en la prevención de ciertas enfermedades otorgando asistencia ginecológica a través de mamógrafos y especialistas que realizan prácticas ginecológicas.
La fiesta patronal se celebra en Chilibroste el día 29 de junio en honor de san Pedro.
Para el 12 de octubre el Club Santa Cecilia organiza un campeonato relámpago de fútbol invitando a clubes y equipos de la zona el cual se lleva a cabo desde el año 1935.

## Población
Cuenta con 870 habitantes (Indec, 2022), lo que representa un incremento del 34% frente a los 576 habitantes (Indec, 2010) del censo anterior.
| Gráfica de evolución demográfica de Chilibroste entre 1991 y 2010 |
|                                                                   |
| Fuente: Censos nacionales del INDEC                               |